# Нацука, Ёсихиро
Ёсихиро Нацука (яп. 名塚 善寛 Нацука Ёсихиро, род. 7 октября 1969, Фунабаси, Тиба) — японский футболист и тренер. Выступал за национальную сборную.

## Клубная карьера
На протяжении своей футбольной карьеры выступал за клубы «Бельмаре Хирацука», «Консадоле Саппоро». После окончания средней школы он присоединился к «Фудзита Индастрис» (позже сменил название на «Бельмаре Хирацука») в 1988 году. В 1994 году в составе клуба выиграл Кубок Императора, и был включён в символическую сборную чемпионата. В следующем году команда стала обладателем Кубка обладателей кубков Азии. Однако, несмотря на успехи, Нацука покинул команду в конце сезона 1998 года из-за финансовых трудностей. Сезон 1999 года он начал в клубе лиги J2 «Консадоле Саппоро». В следующем сезоне команда одержала победу в чемпионате, что позволило ей продолжать выступления в высшем дивизионе страны — J1. Этот сезон стал последним в карьере футболиста.

## Карьера в сборной
С 1994 по 1995 год сыграл за национальную сборную Японии 11 матчей, в которых забил 1 гол. Его дебютным матчем стала встреча, состоявшаяся 22 мая 1994 года против Австралии. На протяжении этого года Нацука выходил на поле в каждом матче национальной команды, в том числе на Азиатских играх. Также участвовал в Кубке короля Фахда 1995 года. 

## Достижения

### Командные
«Бельмаре Хирацука»
- Обладатель Кубка Императора; 1994

### Индивидуальные
- Включён в символическую сборную Джей-лиги: 1994

## Статистика

### В клубе
| Выступления за клуб | Выступления за клуб | Выступления за клуб | Лига  | Лига | Кубок            | Кубок            | Кубок лиги      | Кубок лиги      | Итого | Итого |
| Сезон               | Клуб                | Лига                | Матчи | Голы | Матчи            | Голы             | Матчи           | Голы            | Матчи | Голы  |
| Япония              | Япония              | Япония              | Лига  | Лига | Кубок Императора | Кубок Императора | Кубок Джей-лиги | Кубок Джей-лиги | Итого | Итого |
| ------------------- | ------------------- | ------------------- | ----- | ---- | ---------------- | ---------------- | --------------- | --------------- | ----- | ----- |
| 1988/89             | Фудзита Индастрис   | JSL D1              | 10    | 0    |                  |                  |                 |                 | 10    | 0     |
| 1989/90             | Фудзита Индастрис   | JSL D1              | 8     | 0    |                  |                  |                 |                 | 8     | 0     |
| 1990/91             | Фудзита Индастрис   | JSL D1              | 22    | 2    |                  |                  | 1               | 0               | 23    | 2     |
| 1991/92             | Фудзита Индастрис   | JSL D1              | 24    | 3    |                  |                  | 3               | 0               | 27    | 3     |
| 1992                | Фудзита Индастрис   | JFL                 | 18    | 2    |                  |                  | -               | -               | 18    | 2     |
| 1993                | Фудзита Индастрис   | JFL                 | 18    | 2    | 1                | 0                | 6               | 0               | 25    | 2     |
| 1994                | Бельмаре Хирацука   | J1                  | 41    | 1    | 5                | 0                | 1               | 0               | 47    | 1     |
| 1995                | Бельмаре Хирацука   | J1                  | 45    | 1    | 2                | 1                | -               | -               | 47    | 2     |
| 1996                | Бельмаре Хирацука   | J1                  | 14    | 0    | 0                | 0                | 13              | 2               | 27    | 2     |
| 1997                | Бельмаре Хирацука   | J1                  | 32    | 3    | 3                | 0                | 6               | 0               | 41    | 3     |
| 1998                | Бельмаре Хирацука   | J1                  | 27    | 0    | 2                | 0                | 2               | 0               | 31    | 0     |
| 1999                | Консадоле Саппоро   | J2                  | 32    | 3    | 0                | 0                | 2               | 0               | 34    | 3     |
| 2000                | Консадоле Саппоро   | J2                  | 29    | 3    | 2                | 0                | 1               | 0               | 32    | 3     |
| 2001                | Консадоле Саппоро   | J1                  | 18    | 0    | 1                | 0                | 1               | 0               | 20    | 0     |
| Итого               | Итого               | Итого               | 338   | 20   | 16               | 1                | 36              | 2               | 390   | 23    |

### В сборной
| Сборная Японии | Сборная Японии | Сборная Японии |
| Год            | Матчи          | Голы           |
| -------------- | -------------- | -------------- |
| 1994           | 9              | 1              |
| 1995           | 2              | 0              |
| Итого          | 11             | 1              |

Голы за национальную сборную
| #  | Дата        | Место проведения                       | Соперник | Счёт | Результат | Соревнование      |
| -- | ----------- | -------------------------------------- | -------- | ---- | --------- | ----------------- |
| 1. | 8 июля 1994 | Mizuho Athletic Stadium, Нагоя, Япония | Гана     | 3:2  | Победа    | Товарищеский матч |